# هلیوس تاورز
هلیوس تاورز (انگلیسی: Helios Towers) شرکت مخابرات بریتانیایی است، که در سال ۲۰۰۹ تأسیس شد.